# Teufenbach
Teufenbach è una frazione di 697 abitanti del comune austriaco di Teufenbach-Katsch, nel distretto di Murau, in Stiria. Già comune autonomo, il 1º gennaio 2015 è stato fuso con l'altro comune soppresso di Frojach-Katsch per costituire il nuovo comune, del quale Teufenbach è il capoluogo.